# 757
757（七百五十七、ななひゃくごじゅうなな）は自然数、また整数において、756の次で758の前の数である。

## 性質
- 757は134番目の素数である。1つ前は751、次は761。
  - 約数の和は758。
- 5 と 7 を使った3番目の素数である。1つ前は577、次は5557。(オンライン整数列大辞典の数列 A020467)
  - 75…57 の形の最小の素数である。次は75557。(オンライン整数列大辞典の数列 A056259)
- 末尾の2桁が57の5番目の素数である。1つ前は557、次は857。(オンライン整数列大辞典の数列 A275317)
- 85番目の回文数である。1つ前は747、次は767。
  - 1桁の数を除くと75番目の回文数である。
  - 16番目の回文素数である。1つ前は727、次は787。
- 7つの連続する素数の和で表すことができる25番目の数である。1つ前は719、次は791。

757 = 97 + 101 + 103 + 107 + 109 + 113 + 127
- 757 = 30 + 33 + 36
  - a = 3 のときの a0 + a3 + a6 の値とみたとき1つ前は73、次は4161。(オンライン整数列大辞典の数列 A060883)
  - n6 + n3 + 1 の形の3番目の素数である。1つ前は73、次は262657。(オンライン整数列大辞典の数列 A162601)
  - 757 = 270 + 271 + 272
    - a = 27 のときの a0 + a1 + a2 の値とみたとき1つ前は703、次は813。
      - a0 + a1 + a2 で表せる14番目の素数である。1つ前は601、次は1123。
      - この形の5番目の回文数である。1つ前は343、次は10101。(オンライン整数列大辞典の数列 A028414)

    - 27の累乗和とみたとき1つ前は28、次は20440。(オンライン整数列大辞典の数列 A218730)
      - 757 = 273 − 1/27 − 1 = 283 + 1/28 + 1

  - 757 = 13 + 33 + 93
    - 3つの正の数の立方数の和1通りで表せる99番目の数である。1つ前は755、次は762。(オンライン整数列大辞典の数列 A025395)
    - 3つの正の数の立方数の和で表せる23番目の素数である。1つ前は701、次は811。(オンライン整数列大辞典の数列 A007490)
    - 異なる3つの正の数の立方数の和1通りで表せる50番目の数である。1つ前は755、次は764。(オンライン整数列大辞典の数列 A025399)
    - 異なる3つの立方数の和で表せる11番目の素数である。1つ前は701、次は853。(オンライン整数列大辞典の数列 A122723)
    - n = 3 のときの 1n + 3n + 9n の値とみたとき1つ前は91、次は6643。(オンライン整数列大辞典の数列 A034513)
- 各位の和が19になる24番目の数である。1つ前は748、次は766。
  - 各位の和が素数になる素数で、自身を作る数すべてが素数になる14番目の数である。1つ前は733、次は773。(オンライン整数列大辞典の数列 A062088)
- 757 = 92 + 262
  - 異なる2つの平方数の和で表せる223番目の数である。1つ前は754、次は761。(オンライン整数列大辞典の数列 A004431)
- 757 = 92 + 102 + 242 = 122 + 172 + 182
  - 3つの平方数の和2通りで表せる160番目の数である。1つ前は748、次は763。(オンライン整数列大辞典の数列 A025322)
  - 異なる3つの平方数の和2通りで表せる145番目の数である。1つ前は753、次は763。(オンライン整数列大辞典の数列 A025340)

## その他 757 に関連すること
- 西暦757年
- 紀元前757年
- ボーイング757は、アメリカのボーイング製の旅客機。
- マツダ・757は、マツダのプロトタイプレーシングカー。
- アレクサンドリア (USS Alexandria, SSN-757) は、アメリカ海軍のロサンゼルス級原子力潜水艦。